# Spitzmeilen
Spitzmeilen är ett berg i Schweiz.   Det ligger i distriktet Wahlkreis Sarganserland och kantonen Sankt Gallen, i den östra delen av landet, 140 km öster om huvudstaden Bern. Toppen på Spitzmeilen är 2 501 meter över havet, eller 518 meter över den omgivande terrängen. Bredden vid basen är 18,0 km.
Terrängen runt Spitzmeilen är huvudsakligen bergig, men den allra närmaste omgivningen är kuperad. Närmaste större samhälle är Flums, 11,0 km nordost om Spitzmeilen. 
Trakten runt Spitzmeilen består i huvudsak av gräsmarker. Runt Spitzmeilen är det ganska glesbefolkat, med 38 invånare per kvadratkilometer.